# ميلاغروس ماركوس
ميلاغروس ماركوس (مواليد 14 يونيو 1965) سياسية وموظفة حكومية إسبانية. وهي عضو في حزب الشعب في قشتالة وليون، وكانت وزيرة الزراعة والثروة الحيوانية في المجلس العسكري في قشتالة وليون من 2011 إلى 2019. كما انتخبت ميلاغروس ماركوس نائب عن المجلسين التشريعيين الثالث عشر والرابع عشر. كانت مستشارة الأسرة والمساواة ومديرة الخدمات الاجتماعية.

## السيرة الشخصية
ولدت ميلاغروس ماركوس في بلنسية بإسبانيا. ميلاغروس ماركوس متزوجة ولها طفلان. درست في جامعة بلد الوليد وحصلت على بكالوريوس في الفلسفة من جامعة بلد الوليد. ميلاغروس ماركوس هي المدير العام للصحة والتخطيط الاجتماعي. كانت المتحدث باسم المجلس العسكري في قشتالة وليون من 2016 إلى 2019. وكان مسؤولًا أيضًا عن أقسام الثقافة والبيئة والصحة في المجلس العسكري لقشتالة وليون.